# Derek Beaulieu
Pour les articles homonymes, voir Beaulieu.
Derek Alexander Beaulieu, né en 1973, est un poète, éditeur et anthologiste canadien. Il est le Poète lauréat de la ville de Calgary.
Il enseigne la création littéraire et la littérature contemporaine à l'université de Calgary, à l'université Mount Royal et à l’Alberta College of Art and Design.

## Biographie
Après ses études à la Dr. E.P. Scarlett High School il obtient le Bachelor of Arts en 1997, le Bachelor of Education en 2007 et le Master of Arts en 2004 auprès de l'université de Calgary. Il obtiendra son doctorat à l'université de Roehampton.
Derek Beaulieu est l'auteur de plusieurs recueils de poésie With wax, fractal economies, Chains, Silence, Kern, frogments from the frag pool (co-écrit avec Gary Barwin) et Please no more poetry... Il a aussi écrit des essais de réflexion notamment sur l'art conceptuel Flatland, Seen of the Crime, How To Write . Depuis il est devenu une figure majeure de la poésie contemporaine canadienne et anglophone.
Il a été également rédacteur en chef de diverses revues comme le Filling Station magazine, le Dandelion magazine, revues ayant leur siège à Calgary.
Derek Beaulieu vit à Calgary dans la province canadienne de l'Alberta.

## Œuvres

### Poésie
- Kern, éd. Les Figues Press, 2014[9],[10],
- Please, No More Poetry, éd. Wilfrid Laurier University Press, 2013[11],[12],
- Silence, éd. Red Fox Press, 2010,
- ZimZalla 005, éd. zimZalla , 2010,
- Square Root, éd. Dusie, 2009,
- Chains, éd. Paper Kite Press, 2008[13],
- fractal economies, éd. Talonbooks, 2006[14],
- Frogments from the Frag Pool : Haiku After Basho, (avec Gary Barwin), éd. Mercury Press, 2005,
- Calcite Gours 1 - 19, éd. Stanzas, 2004,
- with wax, éd.  Coach House Books, 1999,
- "joint"/lateral forces, éd. House Press, 1998.

### Essais
- Essays on Conceptual Writing, Snare Books , 2011,
- How to Write, éd. Talonbooks, 2010,
- Flatland: a romance of many dimensions, éd. Information as Material, 2007[15].

### Nouvelles
- a, A Novel (en français), éd. Jean Boite, 2017,
- illiterature. issue v. the graphic novel, éd. Puddles of Sky Press, 2015,
- Local Colour, éd. ntamo, 2008.

### Anthologies
- The Calgary Renaissance, (avec Rob McLennan), éd. Chaudiere Press, 2016,
- Writing Surfaces: Selected Fiction of John Riddell, éd. Wilfrid Laurier University Press, 2013[16],
- 26 Alphabets, éd. No press, 2011,
- Shift & Switch: New Canadian Poetry, éd. Mercury Press, 2005.